# Ramon Pascual de Sans
Ramon Pascual de Sans (Barcelona, 1942) és un físic teòric català, fill del químic mataroní Josep Pascual i Vila. Ha treballat principalment en la mecànica quàntica i en la teoria de partícules elementals.

## Biografia
Va estudiar física a la Universitat de Barcelona, on es llicencià el 1963, i el 1966 es doctorà a la Universitat de València. El 1967 fou becari postdoctoral al Centre Internacional de Física Teòrica de Trieste i posteriorment fou visitant al CERN, al Laboratori de Física Teòrica d'Orsay i al Laboratori Rutherford d'Oxford.
Quan tornà a l'estat fou catedràtic de física a diferents universitats, com la Universitat de Saragossa, la Universitat Autònoma de Madrid i la Universitat Autònoma de Barcelona (UAB), de la qual fou primer degà de la Facultat de Ciències, després vicerector i, finalment, rector, de 1986 a 1990. De 1980 a 1983 el primer govern de Jordi Pujol el nomenà director general d'Ensenyament Universitari, alhora que també fou nomenat director del Grupo Interuniversitario de Física Teórica (1980-1984). De 2002 a 2008 ha estat president de l'Associació Sabadell Universitat. També ha treballat a l'Institut de Física d'Altes Energies (campus UAB).
El 1990 dirigí el grup de científics que proposà la construcció a Catalunya d'un sincrotró de font de llum, anomenat Alba. El projecte fou aprovat el 2002 i Pasqual en fou nomenat president de la Comissió Executiva. Finalment, l'equipament fou inaugurat el 2010 a Cerdanyola del Vallès, al costat del campus de la UAB. Ha estat patró de la Fundació Joan Maragall. Des de 1989 és membre de la Reial Acadèmia de Ciències i Arts de Barcelona. El 1991 va rebre el Premi Narcís Monturiol. També és president de la Fundació Parc Taulí. El 2011 va rebre la Creu de Sant Jordi. Del 2011 al 2017 va presidir la Reial Acadèmia de Ciències i Arts de Barcelona.